# Bawku ouest
Le district de Bawku ouest  (officiellement Bawku West District, en Anglais) est l’un des 9 districts de la Région du Haut Ghana oriental au Ghana.

## Villes et villages du district
| - Googo - Apodabogo - Binaba Central Kamega - Azuwera - Galaka | - Gorogo - Yarigu - Kpalsako - sakom - Gore | - Aneigo - Tonde - Tili Natinga - Sapelliga Natinga | - Gumbo - Kubouko - Zokpaliga - Gumari |

## Sources
- GhanaDistricts.com